# Железное небо
«Железное небо» (англ. Iron Sky) — художественный фильм совместного немецко-австралийско-финского производства финского режиссёра Тимо Вуоренсолы. Первый показ фильма состоялся на Берлинском кинофестивале 11 февраля 2012 года, а в Финляндии фильм появился в кинопрокате 4 апреля 2012 года.
С бюджетом в 7,5 млн евро фильм стал самым дорогостоящим проектом в истории кинопроизводства Финляндии. Фильм был продан в более чем 70 странах мира.

## Сюжет
В 1945 году группа нацистов, базировавшаяся на секретной базе в Антарктиде, бежала на Луну с помощью последних разработок в области антигравитации и реактивных двигателей; а позже освоила добычу гелия-3 — неисчерпаемого источника энергии. Спустя 73 года, в 2018 году американцы в рамках предвыборной кампании президента США отправляют на Луну астронавтов впервые с 1970-х годов. В составе экспедиции двое человек, один из них — чернокожий Джеймс Вашингтон, лицо рекламной кампании действующего президента США.
Нацисты Четвёртого Рейха (как их называют в фильме) убивают одного из астронавтов и захватывают Вашингтона в плен, обнаружив у него смартфон. Доктор Рихтер, проверяя смартфон, осознаёт, что этот компьютер мощнее любого компьютера нацистов, который занимает целую комнату и слишком маломощный. Лунные нацисты осознают, что он может использоваться для управления «оружием возмездия» — исполинским космическим крейсером-флагманом «Гибель богов» с орудиями, способными уничтожить целую планету за несколько выстрелов.
Рихтер собирается похвастаться трофеем перед лунным фюрером Вольфгангом Корцфляйшем, однако батарея смартфона быстро разряжается. Для поиска смартфонов офицер Клаус Адлер, генетически совершенный и при этом тщеславный, отправляется на землю с учительницей Ренатой Рихтер, дочерью доктора Рихтера, и Джеймсом Вашингтоном, которого «отбелили» во всех смыслах, введя ему в организм специализированное вещество, перекрашивающее цвет кожи. Все садятся в летающую тарелку и по прибытии на землю встречаются с Вивиан Вагнер, пиар-директором Президента США. Адлер и Рената бросают Вашингтона на произвол судьбы и начинают «помогать» в предвыборной кампании Президенту — её образ основан на образе бывшего губернатора Аляски, республиканки Сары Пэйлин. Нацистская риторика повышает популярность Президента, но Рената не подозревает, что Адлер хочет сам захватить власть над землёй и уничтожить как фюрера, так и Президента США.
Спустя три месяца Корцфляйш прилетает на Землю и устраивает скандал с Адлером, но Адлер и Вивиан убивают его. Адлер провозглашает себя фюрером, крадёт планшет Вивиан и сбегает на Луну обратно на своей летающей тарелке. Вашингтон же начинает убеждать наивную Ренату, что Адлер добивается мирового господства и планирует осуществить настоящий геноцид. Вскоре лунные нацисты, опасаясь «вторжения с Земли», разворачивают свой флот и приводят в действие план «метеор-блицкрига» — массированного нападения на Землю с использованием космических цеппелинов класса «Зигфрид», сбрасывающих астероиды на города, и летающих тарелок. В результате авианалёта они разрушают Статую Свободы. ВВС США с некоторым успехом дают отпор нацистам, а сама Президент воспринимает нападение с Луны как удачный поворот в предвыборной кампании.
На выступлении в ООН Президент США объявляет, что у США имеется космический боевой корабль (несмотря на то, что это прямое нарушение договора о мирном использовании космического пространства, подписанного почти всеми государствами), причём он оснащён ядерным и энергетическим оружием (в режиссёрской версии в ответ на возражение русского представителя о том, что корабль США якобы предназначен для исследования Марса, но имеет вооружение, Президент США заявляет о праве своей страны на ношение оружия). Корабль «Джордж У. Буш» под командованием Вивиан вступает в бой с нацистским флотом. В критический момент на помощь американскому кораблю неожиданно приходят боевые космические корабли всех других наций (кроме Финляндии, у которой такого корабля нет), включая российскую станцию «Мир» (которая вроде бы как потоплена) и это вызывает истерику у Президента США, заявившей, что из-за своего характера США часто нарушают обещания. Благодаря технологическому превосходству со стороны землян, флот нацистов терпит поражение, их цеппелины уничтожены.
Тем временем Адлер использует интернет-планшет, чтобы активировать системы флагмана «Гибель богов». Рената и Вашингтон на летающей тарелке летят к кораблю, чтобы остановить неминуемую катастрофу. Вашингтон выводит из строя двигатели, а Рената ищет Адлера. Тем временем космический флот Земли приближается к лунной базе нацистов и уничтожает остатки нацистских кораблей, а «Джордж У. Буш» стреляет по базе ядерными ракетами (хотя один из операторов корабля предупреждал, что на базе мирные жители). После обстрела базы флагман поднимается в воздух, но получает повреждения. Адлер уничтожает части Луны, чтобы выйти на линию огня для обстрела Земли, однако Вашингтон вырывает планшет Вивиан и выводит из строя системы управления кораблём, а Рената убивает Адлера каблуком — оба сбегают с корабля в последний момент, прежде чем он врезается в Луну.
Нацистское вторжение отражено, и Вивиан принимает поздравления. Однако сообщение о залежах гелия-3 приводит к тому, что Президент США объявляет эти залежи собственностью США. Это вызывает недовольство у представителей ООН, которое перерастает в массовую драку, а в борьбе за лунные ресурсы начинается мировая война между земными государствами. И лишь на лунной базе перед шокированными нацистами, оставшимися в живых после бомбёжки лунной базы американскими атомными бомбами, Рената и Джеймс воссоединяются.
Тем временем на Земле идёт глобальная ядерная война, а все космические корабли расстреливают друг друга. Под конец титров показан Марс, на орбите которого виден искусственный спутник.
Большая часть имён носят чисто символическое и ироническое значение, а сюжет высмеивает эзотерический нацизм и теории заговора.

## В ролях
| Актёр           | Роль                                                              |
| --------------- | ----------------------------------------------------------------- |
| Юлия Дитце      | Рената Рихтер                                                     |
| Кристофер Кёрби | Джеймс Вашингтон американский астронавт и фото-модель             |
| Гёц Отто        | Клаус Адлер нацистский офицер                                     |
| Стефани Пол     | Президент США                                                     |
| Пета Сержант    | Вивиан Вагнер политтехнолог, глава предвыборного штаба президента |
| Тило Прюкнер    | Доктор Рихтер нацистский учёный                                   |
| Удо Кир         | Вольфганг Корцфляйш фюрер лунной базы                             |
| Фанг Ю          | китайский представитель                                           |
| Иршад Паньятан  | индийский представитель                                           |
| Клаус Вильк     | русский представитель                                             |
| Самир Фукс      | восточный представитель                                           |
| Юки Ивамото     | японский представитель                                            |
| Джеффри Кулас   | британский представитель                                          |
| Ник Донг-Сик    | северокорейский представитель                                     |
| Рамин Яздани    | пакистанский представитель                                        |
| Teро Kaукомaa   | финский представитель                                             |

## Производство
После успеха фильма «Звёздная развалина: В начале Пирка», команда создателей этого фильма начала думать о новой научно-фантастической комедии. По признанию создателей, идея о нацистах с Луны пришла сценаристу Ярмо Пускале в сауне; режиссёр Тимо Вуоренсола ответил в шутку, что тогда в фильме должен играть Удо Кир, а музыку писать группа Laibach.
Производство фильма началось в начале 2006 года: создатели разрабатывали сценарий вместе с номинантом «Небьюлы» Йоханной Синисало, а параллельно проводили исследования для дизайна лунных и земных технологий 2018 года вместе со своим интернет-сообществом. В мае 2008 года производственная команда поехала на Каннский кинофестиваль с тизер-трейлером фильма, и заключила договор о совместном производстве с компанией «27 Films». 6 мая 2008 года была запущена обновлённая версия официального сайта «Железного неба».
Созданный в 2008 году тизер фильма, полностью состоящий из компьютерной графики, стал «вирусом», собрал в течение года около миллиона просмотров и принёс проекту известность (несмотря на отсутствие на тот момент бюджета, производственного плана, актёров и какого бы то ни было снятого материала). Второй тизер, созданный в 2009 году, включал в себя специально снятые для него кадры (позже не вошедшие в фильм) и стал своеобразным доказательством состоятельности проекта. В общей сложности тизеры и трейлеры фильма собрали около 20 000 000 просмотров. Этот рекорд превышает показатели (также сводные) наиболее популярных блокбастеров, и переводит промоматериалы «Железного неба» в разряд успешнейших вирусных роликов в истории YouTube.
11 февраля 2009 года было объявлено, что в фильме снимется немецкая актриса Юлия Дитце. Также в интервью с Марком Кермоди режиссёр фильма Тимо Вуоренсола объявил, что фюрера лунных нацистов Вольфганга Корцфляйша сыграет Удо Кир, и что словенская группа Laibach запишет саундтрек фильма.
Съёмки фильма начались в октябре 2010 года и длились 37 дней. Сначала фильм снимали во Франкфурте, затем съёмочная группа отправилась в Австралию для завершения съёмок. За съёмками последовал почти год постпроизводства.
Создание компьютерной графики для фильма (в «Железном небе» более 800 сцен с визуальными спецэффектами, занимающих половину хронометража; объём, сравнимый с фильмом «Трансформеры») производилось самими финнами и собранной ими командой специалистов по NewTek LightWave, в том числе приглашёнными из США. Результат их работы был высоко оценен критиками, несмотря на маленький бюджет, примерно в 50 раз уступающий бюджету на CGI голливудской продукции.
8 марта 2011 года начался монтаж ленты под руководством режиссёра картины Тимо Вуоренсолы и австралийского специалиста по монтажу Айяра Суреша.
«Железное небо» — один из нескольких фильмов, таких как Artemis Eternal, The Cosmonaut, A Swarm of Angels, RiP!: A Remix Manifesto и Кунг Фьюри, которые были сняты при помощи краудфандинга. Запланированный бюджет фильма на 16 % (1,2 млн евро) состоит из средств, предоставленных поклонниками фильма. Это как прямые инвестиции, так и прибыль от продажи сувенирной продукции и таких услуг, как право в числе первых посмотреть начальные минуты фильма («Iron Sky SneakPeek») и ознакомиться с подробным описанием процесса производства (в том числе из видеодневников режиссёра).
Производство картины также велось в сотрудничестве с онлайн-сообществом кинолюбителей. На Wreck-a-Movie, веб-сайте для совместного создания фильмов, продюсеры предложили всем желающим проявить свою креативность и выполнить специальное задание, адресованное сообществу: подать идею или проконсультировать создателей, спроектировать 3D-модель, найти актёров или даже сыграть в фильме роль заднего плана. Таким образом, онлайн-аудитория и любители имели возможность принять непосредственное участие в создании фильма.

## Спонсорство
Главным спонсором фильма выступила компания Варустелека, также изготовившая для фильма почти все костюмы.

## Критика
Обозреватель британского сайта HeyUGuys Алан Лоус отметил высокий уровень исполнения спецэффектов в фильме вопреки его весьма скромному бюджету в 7,5 млн евро. Однако в отношении сюжета критик высказался не столь благосклонно, посчитав его недостаточно смешным, несмотря на «пробивающиеся местами» удачные сатирические моменты.
От американских критиков фильм получил в целом негативные оценки; так, изданием Variety было отмечено, что он «недостаточно хорош, чтобы стать прорывным хитом, и недостаточно плох, чтобы заслужить культовый статус». На сайте Rotten Tomatoes фильм получил 41 % положительных отзывов на основании 44 рецензий, со средней оценкой 4,5/10.

## Игра по мотивам фильма
19 августа 2012 года компания TopWare Interactive анонсировала компьютерную игру Iron Sky: Invasion как официальную адаптацию фильма в жанре космического симулятора с элементами стратегии и РПГ, а разработчиком игры была названа студия Reality Pump Studios.

## Сиквел
20 мая 2012 года Теро Каукомаа заявил о планах на создание приквела и сиквела картины. В мае 2013 года Тимо Вуоренсола объявил, что «Железное небо» будет иметь продолжение под названием «Железное небо: Грядущая раса».
Планировалось, что бюджет фильма составит 15 млн долларов США, проморолик будет снят в 2014 году и показан на Каннском кинофестивале. Окончание работы над сценарием было запланировано на конец 2014 года, съёмки должны были начаться в 2015 году.
В 2016 году была назначена премьера, но в связи с разногласием ведущих сторон, некоторые моменты фильма были пересняты. В 2017 году была определена новая дата выхода фильма, которая была чётко обозначена и прописана во всех рекламных тизер-роликах — 14 февраля 2018 года, однако позднее, выход фильма вновь был перенесён на 22 августа 2018 года. В конечном счете премьера фильма в Финляндии (Хельсинки) состоялась 16 января 2019 года.
16 февраля 2017 года был показан тизер-ролик спин-оффа под названием «Железное Небо: Ковчег» (англ. Iron Sky: The Ark). Съёмки ведутся параллельно основному сиквелу и дата выхода изначально была назначена также на 2018-й год. По данным на май 2019 года, работа над фильмом продолжается.